# Schloss Weikertsham

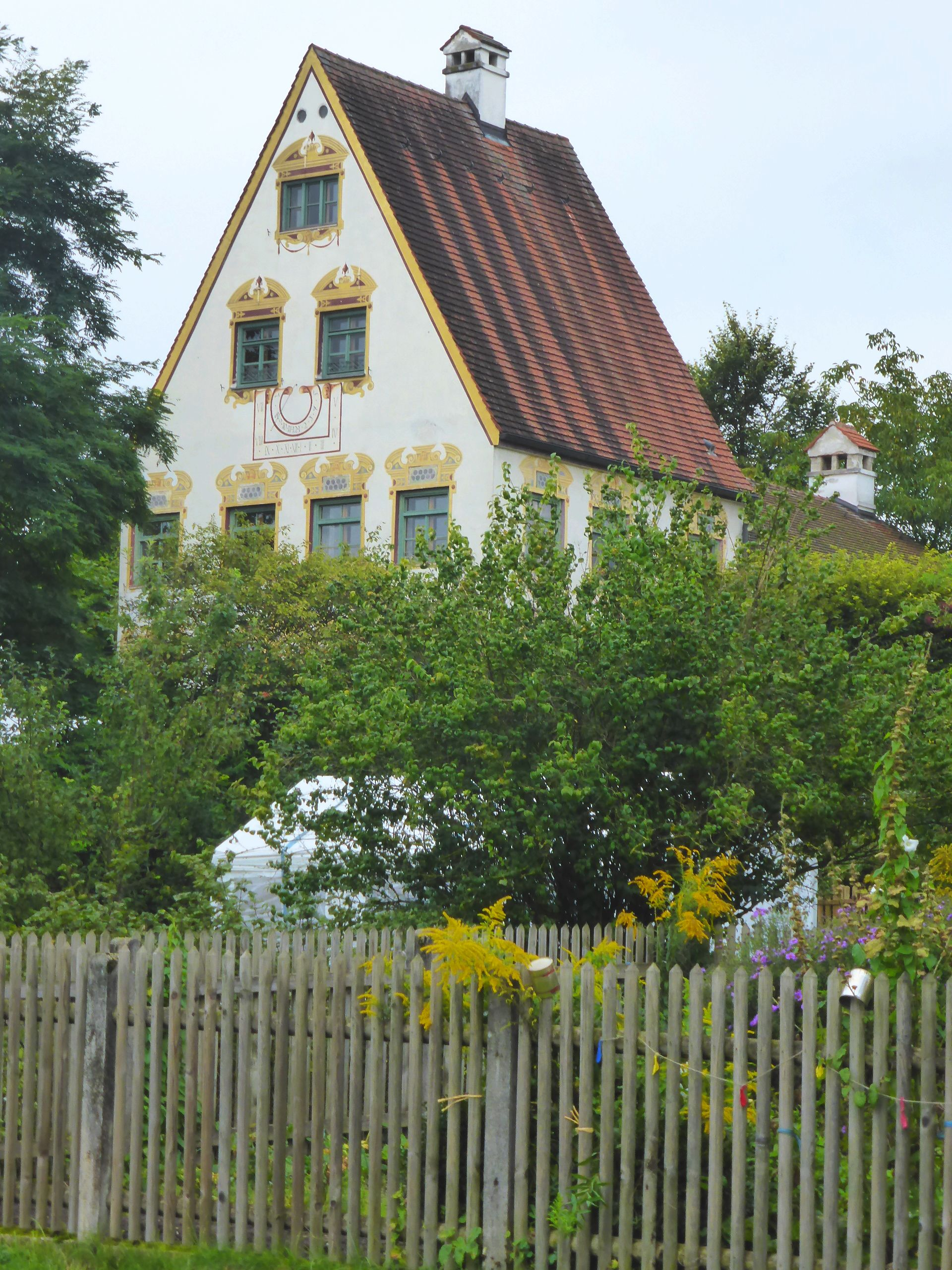
Schloss Weikertsham heute

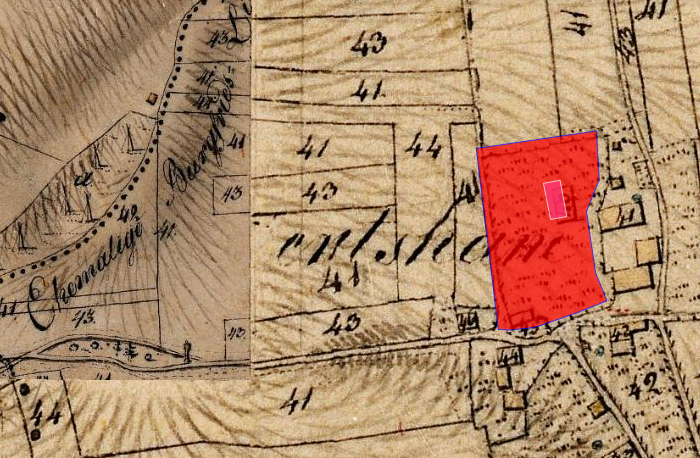
Lageplan von Schloss Weikertsham auf dem Urkataster von Bayern

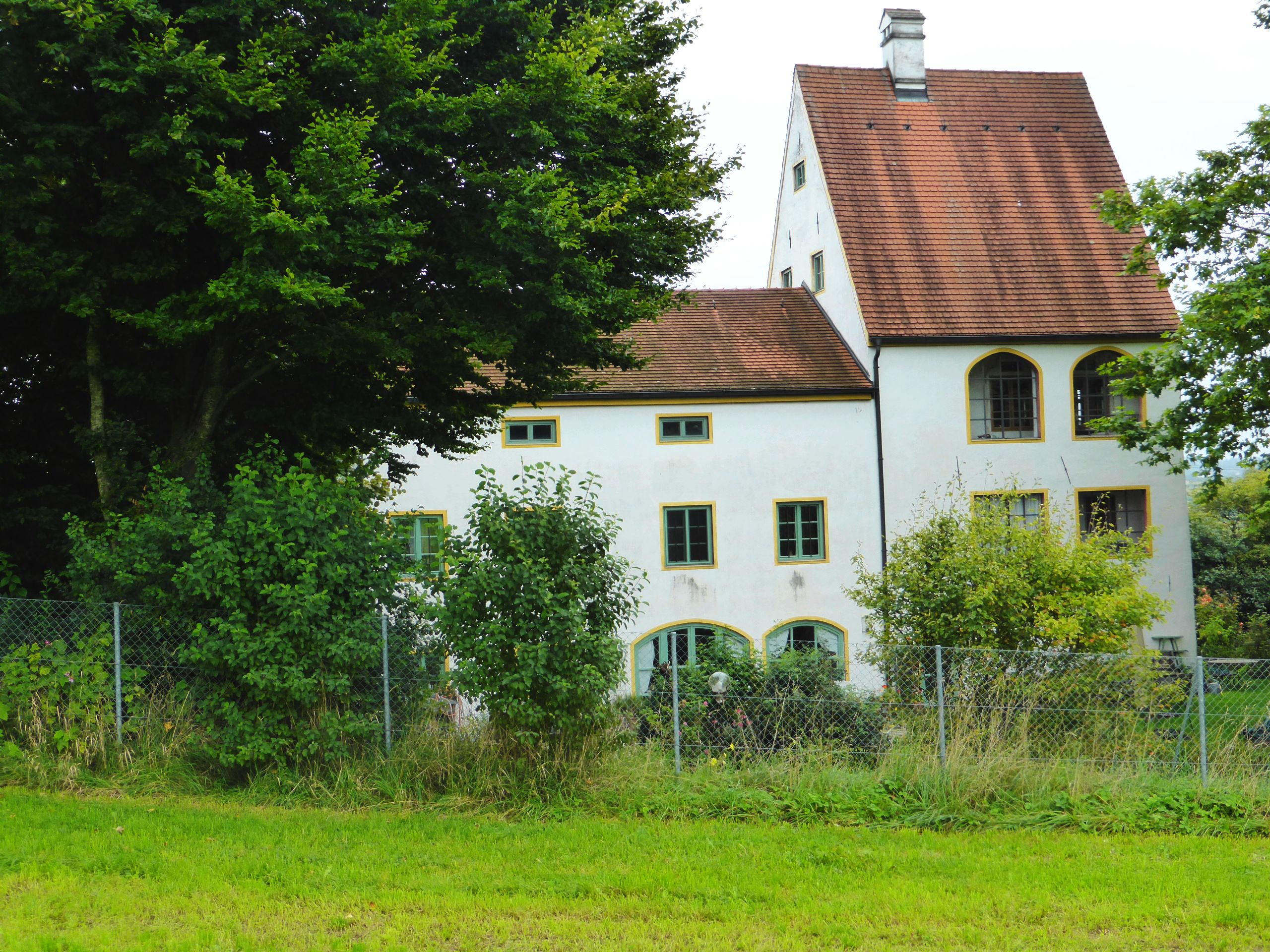
Schloss Weikertsham: Seitenansicht

Das Schloss Weikertsham liegt auf dem östlichen Innhochufer im gleichnamigen Ortsteil der Stadt Wasserburg am Inn im Landkreis Rosenheim von Bayern (Weikertsham 11). In seiner Nähe befindet sich der Wasserburger Aussichtsturm. Weikertsham war zwar zeitweise in adeligem Besitz, war aber niemals eine Hofmark und seine Besitzer hatten nicht die niedere Gerichtsbarkeit inne. Die Anlage ist unter der Aktennummer D-1-87-182-246 als denkmalgeschütztes Baudenkmal von Weikertsham verzeichnet. Ebenso wird sie als Bodendenkmal unter der Aktennummer D-1-7939-0216 im Bayernatlas als „Untertägige frühneuzeitliche Befunde im Bereich von Schloss Weikertsham mit zugehörigem Wirtschaftshof“ geführt.

## Geschichte
Das kleine Schloss wurde im 16. Jahrhundert als Patriziersitz errichtet. 1614 erwarben der Wasserburger Ratsherr Adam Reiter und seine Gemahlin Maria Gumpeltsheimer von Wolf Pallinger, ebenfalls Ratsmitglied in Wasserburg, das Herrn Hauß und Gartten sambt den darzue gehörigen Güettern in Weikertsham. Diese Familie ließ eine durchgehende Veränderung des Gebäudes vornehmen, wie das Allianzwappen der Reiter (springendes Ross) und der Gumpeltsheimer (drei Gimpel) auf der Südseite des Gebäudes belegt. Erbe war Ferdinand Reiter (* 1661, † 1712), Licenciat beider Rechte und zwischen 1656 und 1676 Kastner und  Mautner zu Traunstein. Danach geht der Besitz auf dessen Tochter Anna Reiter über, die 1743 den Wasserburger Rat und Kaufmann Carl Gottlieb Copaur heiratet. 1745 wird Copaur von Kurfürst Max III. Josef in den erblichen Adelsstand erhoben und nennt sich fortan von Puechschlag, Landtenham und Weickertsham. Da die Ehe kinderlos blieb, ging das Anwesen an die Schwester des Copaur Maria Barbara Franziska Copaur bzw. ihren Gatten Joseph Anton Wager über. Auf dessen Grabstein am Münchener Liebfrauendom wird er bezeichnet als hochedelgebohrener und hochgelehrter Herr Joseph Anton Wager auf Weikerzham, beider Rechte Licentiat, dem Sr. Erlaucht des regierenden Herrn Reichsgrafen von Gronfeld und Törring-Jettenbach emeritierter Consulent wie auch Kanzley- und Güter Director dahier in München. Nach dem Tod des Joseph Anton Wager dürfte der Sitz auf eines seiner Kinder übergegangen sein, entweder an einen der Söhne Ignaz, Albert bzw. Josef oder an die Tochter Crescentia.
Mit dem Wechsel vom späten 18. auf das 19. Jahrhundert ging das Schloss in bäuerliche Nutzung über, wobei äußeres Aussehen und Ausstattung wesentlich verändert wurden. 1826 berichten die Pfarrmatrikel von Eiselfing: Diese Schlößl wurde vor einigen Jahren von dem obgesagten Melchior Steidl dem Herrn von Wager abgekauft. Melchior Steidl vermachte das Anwesen seiner Tochter Felizitas (* 21. Dezember 1799, † 28. November 1871), die 1826 den Lorenz Mürner (Murner), Sohn des Brunnenmanns auf der Lohen, geheiratet hatte. Für ihn ist 1842 der Hausname Schloßmann eingetragen. Er oder sein gleichnamiger Sohn hat das Gebäude 1869 durch einen landwirtschaftlichen Anbau erweitert. 1911 ist ein Michael Hagl als Besitzer von Weikertsham eingetragen. Von diesem erwerben Josef und Maria Unterhuber das Anwesen. Diese Familie ist seit 1754 im Besitz des nahe gelegenen Meierhofes zu Weikertsham. Somit hatten sich die Verhältnisse umgekehrt, denn der Meierhof war zum Schloss zinspflichtig und nun waren die Bauern zu Schlossherrn geworden. Im Laufe der Zeit verfiel das Gebäude immer mehr, da das Schloss als Unterstand für das Jungvieh verwendet wurde. Ein Anbau brach schließlich zusammen. Nach dem Zweiten Weltkrieg waren hier Flüchtlingsfamilien untergebracht. 1965 mussten die letzten Mieter aus feuerpolizeilichen Gründen das Haus verlassen und das Haus wurde endgültig dem Verfall preisgegeben.
Das Anwesen konnte 1991 von Martina Pfeiffer erworben und durch eine grundlegende Sanierung vor dem Verfall gerettet werden. Die Renovierungsarbeiten sind 1993 abgeschlossen worden.

## Aussehen
Das Schlösschen ist turmartiger, dreigeschossiger, verputzter Ziegelbau. Er besitzt einen beinahe quadratischen Grundriss (7,80 × 8,21 m). Zusätzlich sind zwei Dachgeschosse vorhanden sowie ein kleiner tonnengewölbter Keller. Die Hauptfassade ist nach Süden ausgerichtet und besitzt vier Fensterachsen (früher befand sich hier der Haupteingang). Vom Osten her bestehen drei Fensterachsen und seit dem 19. Jahrhundert der Hauptzugang. Das Gebäude wurde zu Beginn des 17. Jahrhunderts in der Zeit von Adam Reiter und Maria Gumpeltsheimer mit einer sehr aufwändigen Fassadenmalerei versehen. Diese Freskierung wurde durch den späteren bäuerlichen Besitzer übertüncht. Für die älteste Bauphase ist nur eine Feuerstelle an der Westwand des Erdgeschosses nachgewiesen. Dies führt zu der Vermutung, dass das Schlösschen als eine Art Gartenhaus verwendet und nur in den Sommermonaten genutzt wurde.
Die von der heutigen Besitzerin beauftragen Architekten und Denkmalpfleger haben ein detailliertes Instandsetzungskonzept entwickelt und den früheren Zustand weitgehend wiederhergestellt. Dabei wurden alle vorhandenen historischen Baumaterialien, angefangen von den Türen bis hin zu den Eisenbeschlägen, wieder verwendet. Die Renaissancevertäfelung eines Raumes im zweiten Obergeschoss mit Kassettendecke und einer Saaltüre wurde von dem Restaurator Armin Goettler durchgeführt. Das Schlösschen ist zudem mit zahlreichen Antiquitäten aus Frankreich und England ausgestattet. Die Wiederherstellung der Fassadenmalerei war der Schlusspunkt der Restaurierungsmaßnahme. 1994 wurde die Renovierung mit dem Hypo-Kulturpreis für Denkmalpflege honoriert.

## Heutige Nutzung
Das renovierte Schloss dient heute als Wohnsitz seiner Besitzerin, darüber hinaus wird es als  Bed-and-Breakfast-Hotel genutzt.
In den vergangenen Jahren wurden auf dem Schloss von verschiedenen Künstlern Ausstellungen durchgeführt, so von dem Kunstmaler Willy Reichert, dem Fotokünstler Wolfgang Sümmermann oder den Malerinnen Stefanie H. Friedrich und Imke Reinecke.